# Jerónimo da Costa
Jerónimo da Costa foi um soldado português que desempenhou um papel significativo na história de Portugal durante o período da Restauração da Independência. A sua dedicação e bravura no campo de batalha foram reconhecidas e elogiadas por diversas personalidades da época, incluindo o rei D. João IV.
Descendente de ciganos, pouco mais se sabe sobre a vida de Jerónimo da Costa antes da Guerra da Restauração, no entanto relatos históricos indicam que ele serviu durante três anos consecutivos nas fronteiras do Alentejo contra as forças espanholas, combatendo com as suas próprias armas e cavalos, sem receber qualquer pagamento. Jerónimo da Costa encontrou o seu destino trágico na Batalha de Montijo, em 1644, onde lutou corajosamente até a morte, sofrendo várias feridas que se revelaram fatais.
Em reconhecimento aos serviços prestados por Jerónimo da Costa, D. João IV concebeu à sua esposa e filhos permissão de residência e foram excecionalmente considerados naturais do reino.